# Suecy Callejas

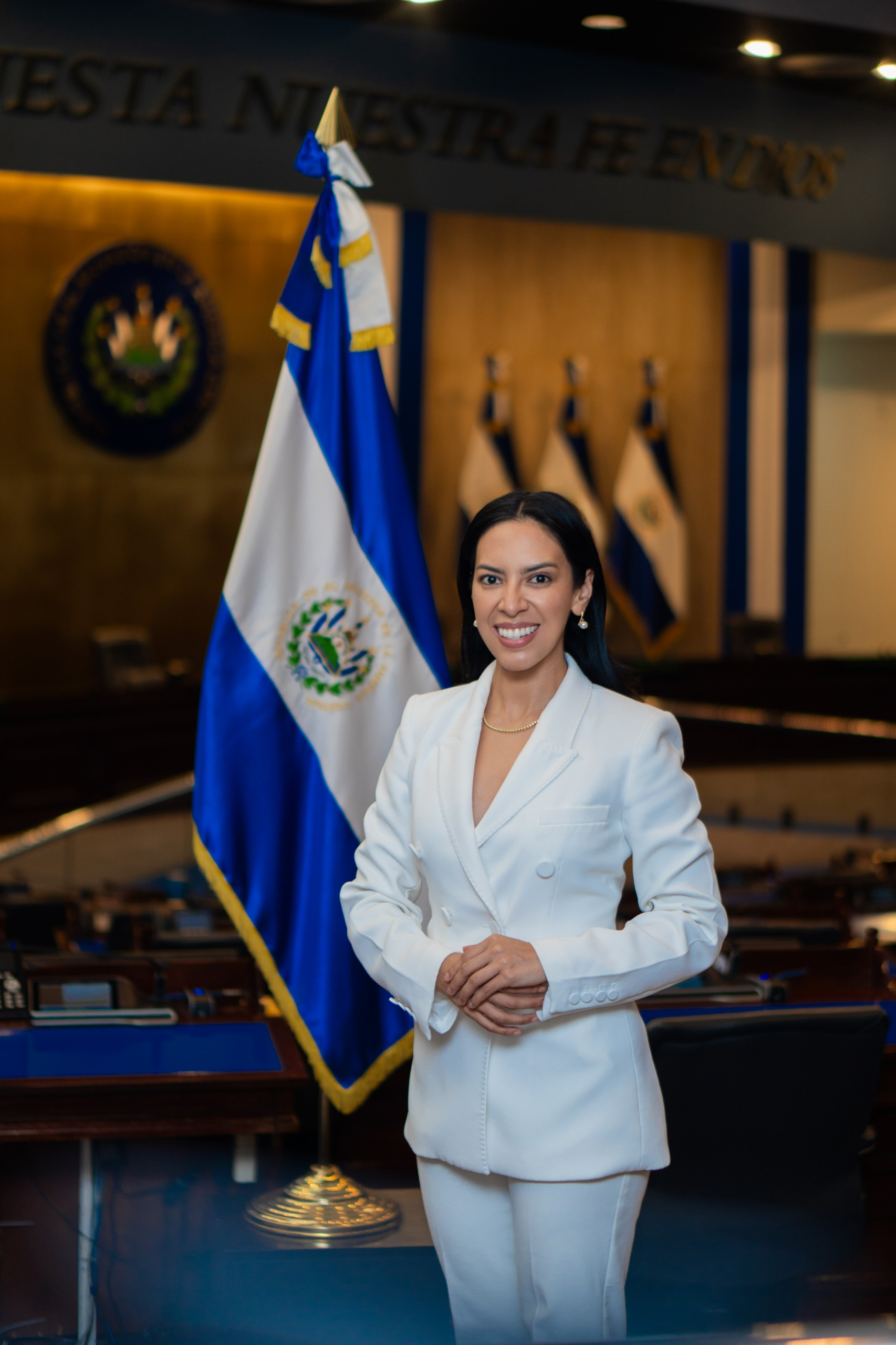
Suecy Callejas

Suecy Beverly Callejas Estrada ist eine salvadorianische Juristin, Tanzlehrerin und Politikerin, die seit Mai 2021 das Amt der ersten Vizepräsidentin der Legislativversammlung von El Salvador innehat. Sie gehört der Partei Nuevas Ideas an.

## Leben
Callejas studierte nach ihrem Abschluss als Juristin an der Universidad Centroamericana José Simeón Cañas auch Modern Dance am Instituto Superior de Arte in Havanna, Kuba. Sie war schon zuvor als Tänzerin und Tanzlehrerin tätig. Von 2013 bis 2015 war sie Managerin für Kooperationsprojekte und Kulturmanagement im Büro des Bürgermeisters von Nuevo Cuscatlán Nayib Bukele. Parallel dazu war sie bis Mai 2015 Privatsekretärin Bukeles. Callejas war ebenfalls bis 2015 Mitglied des Gemeinderats und des Verwaltungsrats von Nuevo Cuscatlán.
Anschließend wurde sie unter Bürgermeister Nayib Bukele zur Kultursenatorin von San Salvador ernannt, ein Amt, das sie auch unter dessen Nachfolger Ernesto Muyshondt bis November 2018 behielt. Im Juni 2019 wurde sie vom designierten Präsidenten Nayib Bukele zur neuen Kultusministerin El Salvadors ernannt. Sie war 2020 Mitglied des Verwaltungsrats der International Federation of Arts Councils and Culture Agencies. Ende 2020 trat sie von ihrem Amt als Ministerin zurück, um für die Legislativversammlung von El Salvador zu kandidieren.
Am 1. Mai 2021 wurde sie Abgeordnete und mit 64 von 84 Stimmen zur ersten Vizepräsidentin des Parlaments gewählt.